# IC 3986
IC 3986 ist eine linsenförmige Galaxie vom Hubble-Typ SB0 im Sternbild Zentaur. Sie ist schätzungsweise 199 Millionen Lichtjahre von der Milchstraße entfernt.
Das Objekt wurde am 31. Januar 1898 von Lewis Swift entdeckt.

## IC 3986-Gruppe (LGG 323)
| Galaxie   | Alternativname | Entfernung/Mio. Lj |
| --------- | -------------- | ------------------ |
| IC 3986   | PGC 44905      | 199                |
| PGC 44250 | ESO 443-15     | 203                |
| PGC 45096 | ESO 443-41     | 210                |